# Rise of the Teenage Mutant Ninja Turtles
Rise of the Teenage Mutant Ninja Turtles is een animatieserie uit de koker van de Amerikaanse animatiestudio Nickelodeon Animation Studios. Het is de vierde animatieserie gebaseerd op de stripreeks Teenage Mutant Ninja Turtles.

## Originele stemmen
De Amerikaanse versie van de serie heeft de volgende cast:
- Ben Schwartz – Leonardo De leider van de groep
- Omar Miller – Raphael  De sterkste van de groep
- Brandon Mychal Smith – Michelangelo De jongste van de groep
- Josh Brener – Donatello De slimste van de groep
- Eric Bauza – Splinter Een gemuteerde rat die dient als de sensei van de Turtles
- Kat Graham – April O'Neil De menselijke vriend van de Turtles

## Afleveringen
| Aflevering nummer | Aflevering Naam    | Datum NL          | Datum VS          |
| ----------------- | ------------------ | ----------------- | ----------------- |
| 1                 | Herrie In Het Nauw | 23 September 2018 | 27 Juli 2018      |
| 2A                | Origami Tsunami    | 13 Oktober 2018   | 25 September 2018 |
| 2B                | Donnie's Cadeau    | 13 Oktober 2018   | 17 September 2018 |
| 3A                | TBA                | 20 Oktober 2018   |                   |
| 3B                | TBA                | 20 Oktober 2018   |                   |
| 4A                | TBA                | 27 Oktober 2018   |                   |
| 4B                | TBA                | 27 Oktober 2018   |                   |
| 5A                | TBA                | 3 November 2018   |                   |
| 5B                | TBA                | 3 November 2018   |                   |